# Michiel Surmont

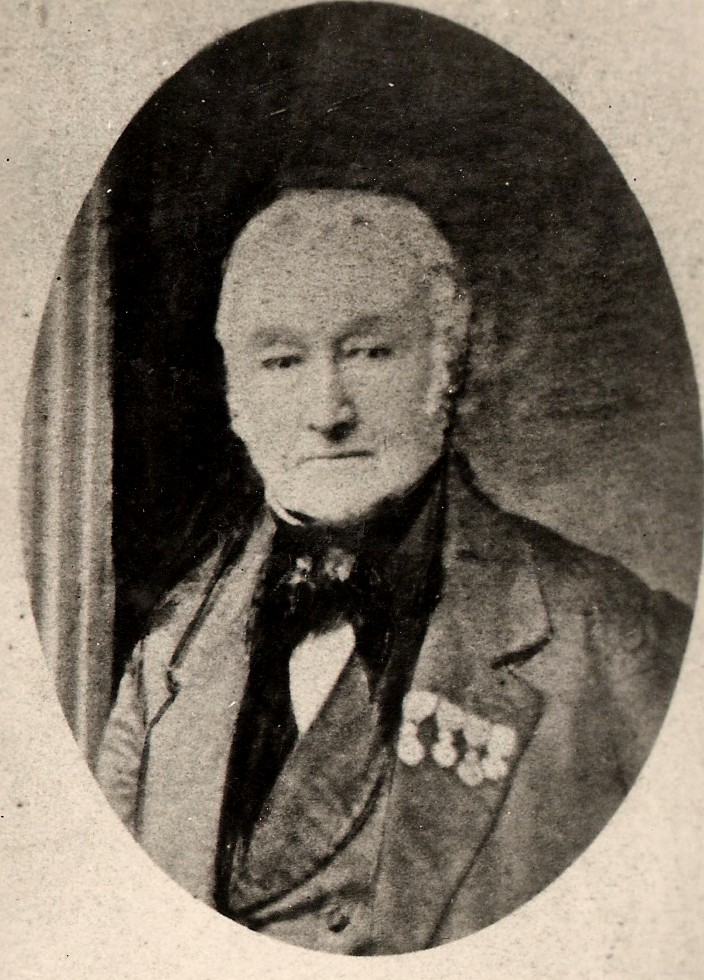
Michel Surmont als burgemeester van Lichtervelde

Michel Surmont (Lichtervelde, 27 september 1786 - 2 december 1872) was een Belgisch politicus. Hij was burgemeester van Lichtervelde en West-Vlaams provincieraadslid. Hij zorgde dat de spoorlijn Brugge-Kortrijk, de 'drogenbroodroute' genoemd, door Lichtervelde liep.

## Kindertijd en jeugd
Michel Surmont bracht zijn jeugd door in "Het Kasteeltje" op de hoek van de Ketelbuiserstraat en de Callewaertlaan. Zijn vader en naamgenoot was in 1803 enkele maanden maire onder het Frans bestuur. Michel maakte deel uit van het Napoleontisch leger en woonde diverse veldslagen bij waarvoor hij militaire onderscheidingen kreeg. Op een van die veldtochten leerde hij zijn vrouw, de Oostenrijkse Elisabeth Wolf, kennen. Ze schonk hem één zoon, Eduard, geboren in Hamburg (Duitsland). Zijn vrouw kwam niet naar Lichtervelde, zijn zoon wel.

## Burgemeester en provincieraadslid
Surmont werd in 1817 burgemeester van Lichtervelde en bleef dat tot aan de Belgische omwenteling. Toen was hij nog burgemeester van 1 augustus tot september 1830, tot hij opgevolgd werd door Louis Vanhoorne. Twaalf jaar later werd hij weer burgemeester, van 31 december 1842 tot 1 juli 1872. Daarna werd hij opgevolgd door Pieter Decuypere. Onder Surmonts impuls kwam de jaarlijkse succesvolle paardenmarkt tot bloei.
Rond 1820 werd hij lid van de Brugse vrijmetselaarsloge La Réunion des Amis du Nord, waar hij werd ingeschreven als Michel Surmont-De Wolf. Hij was er weinig actief. Hij werd lid van de Provinciale Staten van West-Vlaanderen in 1823 en bleef dit tot aan de eerste provincieraadsverkiezingen na de goedkeuring van de nieuwe provinciewet in 1836. In 1848 werd hij verkozen tot liberaal provincieraadslid voor het kanton Torhout en bleef dit tot in 1866. In 1853 voerde hij het woord namens de West-Vlaamse burgemeesters als Koning Leopold I Brugge bezocht. Hij was een tijdlang voorzitter van de Lichterveldse fanfaremaatschappij en werd er vanaf 1842 levenslang erevoorzitter van. Hij woonde op de markt tot aan zijn overlijden in 1872 in het huis dat laatst bewoond werd door Willem Cloet. Het huis werd in 1993 gesloopt en vervangen door Taverne De Notelaar.

## Een spoorwegknooppunt
Surmont zorgde dat Lichtervelde een belangrijk spoorwegenknooppunt werd. Opmerkelijk is dat het traject van de spoorlijn Brugge-Kortrijk onder zijn invloed gewijzigd werd. In het jaarverslag van Lichtervelde voor het jaar 1846 is te lezen: Men bemerkt in dit laetste eene modificatie van aen het limiet van Thourout, loopende na het gehucht het Konijnhol alhier, in plaets van langst d'hofstede genoemd de Schuddebeurze, en van 't Hof voorts tot in d'eerst getrokken linie op den Gitsberg, welke modificatie voor ons dorp een onschattelijk voordeel en nut zal bijbrengen.
Met andere woorden, het idee om het traject van de spoorlijn Brugge-Kortrijk te plannen via de Schuddebeurze (nabij de Kruiskalsijde) werd verlaten, waardoor het station van Lichtervelde voelbaar dichter bij de dorpskern kwam te liggen. Dit verklaart de merkwaardige bocht in de spoorlijn ter hoogte van Lichtervelde. Toeval of niet, Surmont had in die omgeving grond liggen die hij makkelijk liet onteigenen. Het stationsgebouw werd op zijn grond gebouwd. Surmont ijverde voor een aftakking naar Veurne, wat in 1858 resulteerde in de verbinding Lichtervelde-Veurne. Omdat hij Lichtervelde tot een spoorwegknooppunt maakte, werd de straat van zijn geboortehuis tot bij het station naar hem genoemd: de Surmontstraat.
Op Kortrijk en Brugge na is Lichtervelde het enige overgebleven station in West-Vlaanderen waar spoorlijnen elkaar kruisen.